# 中華民國—帛琉關係
中華民國—帛琉關係（簡稱臺帛關係）是指中華民國與帛琉共和國之間的外交關係。兩國於1999年建交，目前皆在對方首都設有大使館。

## 歷史
- 1999年12月29日，中華民國外交部長程建人與帛琉國務部長安薩賓（Sabino Anastacio）在科羅爾分別代表兩國政府簽署建交公報[1]，中華民國與帛琉建立大使級外交關係[2]。

- 2000年2月17日，中華民國在前首府科羅爾設立大使館。[3]

- 2001年10月4日，帛琉在台北設立大使館。[3]

## 高層互訪

### 現任帛琉政府高層
國家元首 總統：（Surangel Whipps Jr.） 2021年1月就任、2025年1月連任，任期4年
國會首長 參議院議長：（Hokkons Baules） 2017年1月就任，2021年1月、2025年1月連任；眾議院議長：柯奈（Gibson Kanai） 2025年1月就任

#### 帛琉高層訪中華民國團（1999/12後）
| 國家元首                                        |                                                                                          |       |
| 總統艾普生 （Ngiratkel Etpison）                | 1990/06                                                                                  |       |
| 總統 （Kuniwo Nakamura）                        | 1996/5、1996/8、1999/11、2000/5                                                          |       |
| 總統湯米·雷蒙傑索 （Tommy Esang Remengesau,Jr） | 2002/02、2004/05、2004/11、2005/04、2007/01、2007/12、2008/05、2013/10、2016/05、2018/11 |       |
| 總統 （Johnson Toribiong）                      | 2009/02、2009/12、2010/01、2010/11、2011/01、2011/10、2012/05、2012/06                   |       |
| 總統 （Surangel Whipps Jr.）                    | 2021/03、2022/10、2024/05、2024/09、2025/05                                              |       |
| 副元首                                          |                                                                                          |       |
| 副總統 （Sandra S.Pierantozzi）                 | 2003/04                                                                                  | [ 5 ] |
| 國會議長                                        |                                                                                          |       |
| 眾議院議長 （Mario Gulibert）                   | 2002/09                                                                                  |       |
| 參議院議長塞特·安德烈斯 （Seit Andres）         | 2003/09                                                                                  | [ 6 ] |
| 眾議院議長 （Augustine Mesebeluu）              | 2006/03                                                                                  |       |
| 眾議院議長 （Antonio Bells）                    | 2007/08                                                                                  |       |
| 參議院議長 （Surangel S. Whipps）               | 2008/01                                                                                  |       |
| 參議院議長 （Mlib Tmetuchl）                    | 2009/06*、2012/04                                                                        |       |
| 眾議院議長 （Noah T. Idechong）                 | 2009/06*、2011/05                                                                        |       |
| 眾議院議長 （Sabino Anastacio）                 | 2013/05、2016/01、2016/06、2017/11                                                       |       |
| 參議院議長 （Elias Camsek Chin）                | 2014/03                                                                                  |       |

#### 中華民國高層訪帛琉團（1999/12後）
| 國家元首     |                  |  |
| 總統陳水扁   | 2005/01、2006/09 |  |
| 總統馬英九   | 2010/03          |  |
| 總統蔡英文   | 2019/03          |  |
| 總統賴清德   | 2024/12          |  |
| 副元首       |                  |  |
| 副總統賴清德 | 2022/11          |  |
| 司法院長     |                  |  |
| 院長翁岳生   | 2001/01          |  |
| 考試院長     |                  |  |
| 院長關中     | 2009/01          |  |

## 兩國合作項目

### 兩國政府間合作協定或備忘錄
| 日期          | 簽署                                                     | 備註     |
| ------------- | -------------------------------------------------------- | -------- |
| 1984年12月6日 | 《技術合作協定》                                         | [ 註 1 ] |
| 1999年12月2日 | 《航空服務協定》                                         | [ 註 2 ] |
| 2004年12月1日 | 《衛生合作協定》                                         |          |
| 2005年3月3日  | 《防制洗錢及資助恐怖主義情報交換合作協定》               |          |
| 2005年4月25日 | 《教育合作協定》                                         |          |
| 2006年5月25日 | 《禽流感疫情交換合作瞭解備忘錄》                         |          |
| 2006年6月13日 | 《派遣志工協定》                                         |          |
| 2013年1月14日 | 《引渡條約批准書》                                       |          |
| 2017年1月19日 | 《度假打工計畫協定》                                     |          |
| 2017年3月2日  | 《有關移民事務及防制人口販運合作協定》                   |          |
| 2017年6月16日 | 《警政合作協定》                                         | [ 註 3 ] |
| 2019年3月22日 | 《海巡合作協定》                                         |          |
| 2022年10月6日 | 《財政合作協定》                                         |          |
| 2022年10月6日 | 《承認中華民國(臺灣)船員海勤資歷、教育及訓練之文件協定》 |          |

## 兩國貿易
| 年分 | 貿易總額  | 年增減   | 排名 | 出口至帛琉 | 年增減   | 排名 | 自帛琉進口 | 年增減  | 排名 |
| ---- | --------- | -------- | ---- | ---------- | -------- | ---- | ---------- | ------- | ---- |
| 2022 | 8,489,623 | ▼0.133%  | 149  | 7,878,545  | ▲3.82%   | 134  | 611,078    | ▼33.03% | 162  |
| 2023 | 7,812,284 | ▼7.978%  | 151  | 7,256,547  | ▼7.895%  | 132  | 555,737    | ▼9.056% | 160  |
| 2024 | 8,645,122 | ▲10.661% | 152  | 8,101,684  | ▲11.647% | 128  | 543,438    | ▼2.213% | 165  |

- 中華民國－帛琉主要出口項目：生鮮或冷藏魚、石油瀝青、鋼鐵製品、塑膠製品、飲水、自動資料處理機等。[9]
- 中華民國－帛琉主要進口項目：鋁、鐵、銅廢料及碎屑、原木等。[9]

## 旅遊

持中華民國護照的中華民國公民享有免簽證入境帛琉。

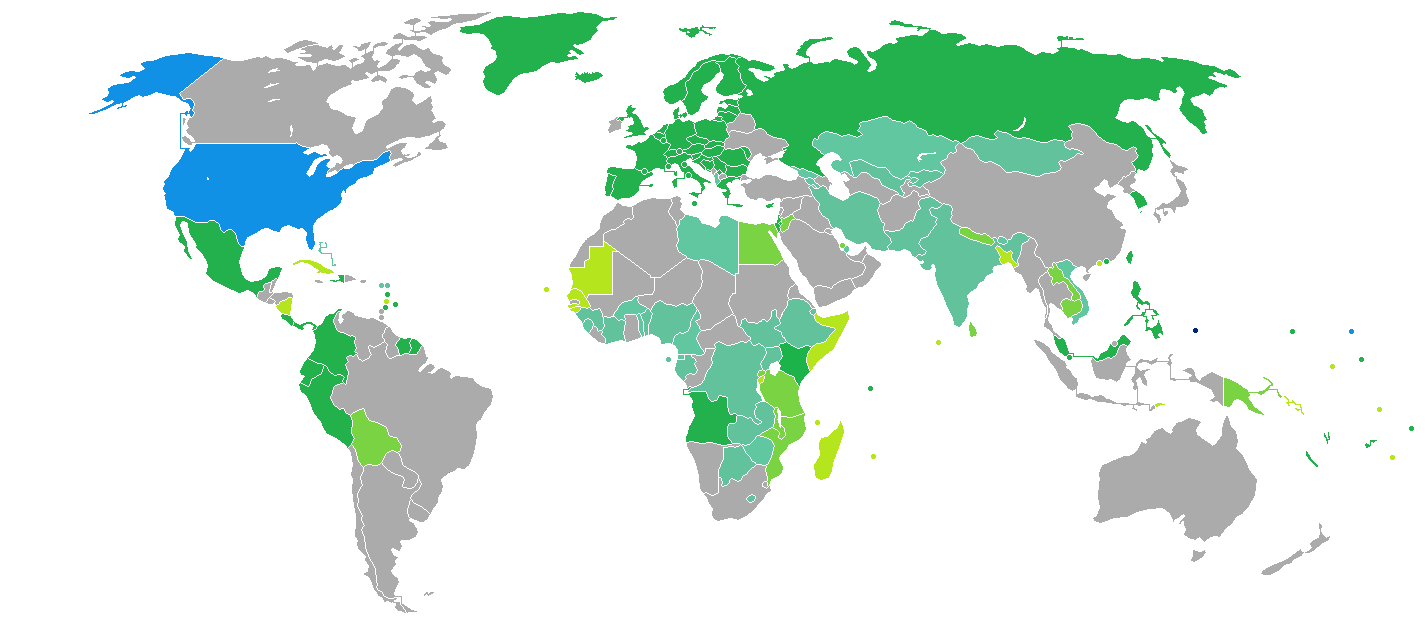
持帛琉護照的帛琉公民享有免簽證入境中華民國。

### 簽證
自2018年12月1日起，持有中華民國護照的中華民國公民入境帛琉享有免簽證90日。
自2018年12月1日起，持帛琉護照的帛琉公民入境中華民國享有免簽證90日。

### 航空客運
兩國之間有直航航線，來往帛琉之客運航線如下：
1. 臺北－桃園國際機場 → 柯羅－羅曼·莫圖國際機場（由中華航空經營）。

- 上述目的地國際機場為鄰近該國首都或該國最主要樞紐機場，若要前往該國國內線機場詳見帛琉機場。
- 航線會因航空公司營運狀況更改或取消，出發前應與負責該航線的航空公司確認航線及航班，以免影響權益。

### 疫情影響
隨著COVID-19疫情逐漸緩和及疫苗接種推行，2021年3月底，帛琉與台灣達成協議，啟動雙邊「旅遊泡泡」計劃。帛琉總統惠恕仁於3月28日率團訪問台灣，並有美國駐帛琉大使倪約翰（John Hennessey-Niland）隨行。此次訪問為惠恕仁自就任帛琉總統以來的首次出訪，亦是國際疫情以來首位訪問台灣的外國元首。

## 邦交挑戰
中華人民共和國是帛琉最大的旅客來源國，2017年11月中華人民共和國政府頒布旅遊禁令，對帛琉政府施加壓力欲使其在外交承認上轉向，對此帛琉時任總統雷蒙傑索保證對中華民國關係不變。2018年7月帛琉太平洋航空宣布停飛香港航線。由於中華人民共和國旅客人數銳減造成國家經濟收入減少，帛琉國會現任參眾兩院議長及兩位曾經擔任駐中華民國大使都轉向支持中華人民共和國，曾代表帛琉政府與中華民國政府簽訂建交公報現任眾議院議長安薩賓（Sabino Anastacio）也發布聲明認為台灣與帛琉1999年建交公報明顯已過時，甚至預期在2020年之前雷蒙傑索政府會轉向中華人民共和國，面對原本支持中華民國的帛琉政要轉向，如何維持兩國邦誼是目前中華民國政府面對的課題。
2021年4月7日，帛琉總統惠恕仁在法新社的採訪中表示，在其任期內不會改變支持台灣的立場：「如果我們是支持台灣的最後一人，我們也應繼續支持，因為台灣從一開始就一直跟我們在一起。」

## 外部連結
- 中華民國外交部帛琉共和國簡介 （页面存档备份，存于） （繁體中文）(Facebook （页面存档备份，存于） 、X)

- 中華民國駐帛琉共和國大使館 （页面存档备份，存于） （繁體中文）（英文）(Facebook （页面存档备份，存于） 、X)

- 帛琉總統府(Facebook （页面存档备份，存于）)